# ویلرس-لس-اورمس
ویلرس-لس-اورمس (به فرانسوی: Villers-les-Ormes) یک کمون و نمایندگی کامین در فرانسه است که در اندر واقع شده‌است. ویلرس-لس-اورمس ۱۷٫۶ کیلومتر مربع مساحت و ۴۳۱ نفر جمعیت دارد و ۱۵۶ متر بالاتر از سطح دریا واقع شده‌است.